# Phrae Pwo Karen jezik
Phrae Pwo Karen jezik (ISO 639-3: kjt; ostali nazivi sjeveroistočni pwo karen, phrae, prae, pwo phrae), jedan od četiri karenska jezika podskupine pwo kojim govori nepoznat broj ljudi u istočnotajlandskim provincijama, uključujući i provinciju Phrae.
Leksički mu je najbliži sjeverni pwo karenski [pww], a ostala dva pwo karenska jezika nisuu mu razumljivi. Većina govori sjevernotajskim [nod] ili s’gaw karenski [ksw]. Piše se tajskim pismom.

## Vanjske poveznice
- Ethnologue (14th)
- Ethnologue (15th)
- The Karen, Phrae Pwo Language